# João d'Ávila
João António Trindade Lopes mais conhecido por João D'Ávila (Lisboa, 25 de Julho de 1934) é um actor português.

## Biografia
Na juventude estudou ballet e trabalhou como bailarino com Madame Ruth Asvin, tendo-se formado depois como actor no Conservatório de Lisboa. Como bolsista da Fundação Calouste Gulbenkian estudou dança no Reino Unido, onde frequentou a Royal Dance School e mais tarde a London School of Dramatic Art, tendo ingressado seguidamente no London Theatre Group sob a direcção artística e encenação de Stephan Berkoff.

Em 1974 regressa a Portugal, onde se entregou a vários projectos próprios (Um Auto para Jerusalém, de Mário Cesariny com estreia no Teatro S. Luís a 11 de Março de 1975); "Relatório para uma Academia" de Franz Kafka" estreado no Teatro Nacional; "Cena Impossível" sob textos de Ernesto Mello e Castro na Fundação Calouste Gulbenkian; "Freud Fecha a Porta" de Terry Jonhson com encenação de Paulo Matos; "Ri Ritmo Rima" de Ernesto Mello e Castro, no Teatro Nacional; "Uma Noite em Cheio" de Stephen Poliakof; "O Pavor do Desconhecido" com textos de Fernando Pessoa e Shakspeare; interpretou Harold Pinter, Ettore Scola, Arthur Miller, Edvard Radzinsky, Copi, Lidia Jorge, Mário Cláudio, Almada Negreiros, Mario de Sá Carneiro, José Régio, David Mourão Ferreira, Gil Vicente e muitos outros). Também em colaboração com outros, nomeadamente na Casa da Comédia com Filipe La Féria (em peças como A Paixão segundo Pier Paolo Pasolini, A Marquesa de Sade ou Eva Péron), e com o grupo A Barraca, sob a direcção de Maria do Céu Guerra e Helder Costa onde apresentou a peça por si escrita "Mater" que encenou.
Na década de 1980, trabalhou como divulgador de poesia portuguesa junto das comunidades de emigrantes portugueses e das universidades onde se estuda a língua portuguesa pelo mundo. Em todas essas digressões apresentou o seu espectáculo "One Man Show" - intitulado "O Mundo de Portugal no Mundo". Do actor disse o grande poeta brasileiro Manuel Bandeira: "… jamais esquecerei a emoção com que escutei "O Menino de Sua Mãe" e "O Sino da Minha Aldeia" ditos por João d'Ávila; Donald O. Warrin escreveu: "O grande talento de João d'Ávila e o entusiasmo com que representava proporcionou-nos um momento único"; "João d'Ávila é um pioneiro e dedicado embaixador da cultura portuguesa… gostaríamos que a sua mensagem fosse reconhecida pelo governo de Portugal como uma das mais valiosas dádivas que nos poderia ter enviado" - Dr. Heraldo G. da Silva; "… desejo agradecer-lhe a magnífica  apresentação de poesia com que nos brindou. Foi uma extraordinária tarde cultural e um inesquecível momento com as nossas tradições culturais." - Dr. Eduardo Mayone Dias; Jerome D. Marques, conta que um aluno lhe disse no final do espectáculo "the Poets come alive in that man" e comenta "I think that my student has said more then I could say"; em Toronto António Gonçalves, disse "… por estas horas maravilhosas o nosso mais sincero obrigado… queira transmitir ao sr. Secretário da Educação e da Cultura que para espectáculo deste quilate poderá contar sempre com a nossa colaboração"; William Henderson, da American Portuguese Society, depois do espectáculo no Grolier's Club em Manhattan disse "… Mr. D'Ávila transports de audience into the world of Portugal, a unique theatrical experience"; Jean R. Longland: "… It was a great pleasure to attend your show especially to hear Portuguese Poetry declaimed só beatifully"; "… João d'Ávila realizou nesta faculdade um recital de poesia com grande sucesso pelo alto nível de interpretação e pelo reportório escolhido" - Ronaldo Lima Lins; em S. Paulo a Casa de Portugal e o Elos Clube agradeceram "o magnífico  espectáculo de inegável nível cultural, evento que dignifica a presença portuguesa em qualquer parte do mundo"; Cathleen Sidki referiu "o brilhante recital de poesia e o debate que realizou para professores, estudantes e público em geral"; Malheiro Dias escreveu um poema dedicado ao actor "… o artista invoca sobressaltos, depois é a voz que tudo encerra em palavras de fogo e de dúvida… invocam na mente saudades de Portugal… num sonho de fascínio e terror…"; o embaixador do Brasil Dario de Castro Alves escreveu "o sr. João d'Ávila é um dos grandes actores portugueses da actualidade"; Elsa Rodrigues dos Santos, presidente da Sociedade de Língua Portuguesa, afirmou "A forma como João d'Ávila disse os poemas em frente à casa de Miguel Torga em S. Martinho de Anta e na Festa da Língua Portuguesa na Régua, assim como todos os outros espectáculos a que tenho assistido confirmam aquilo que se verifica em cada uma das suas geniais actuações do teatro como sendo um dos melhores actores portugueses").
Em 1960 tinha já fundado, juntamente com outros jovens artistas o Grupo Fernando Pessoa para as comemorações oficiais dos 25 anos da morte do poeta. Em 1962 o grupo parte para o Brasil para uma digressão de 3 meses. Estreou-se no Rio de Janeiro no Teatro Maison de France e apresentou-se em muitas outras cidades. Em 1963 o Grupo Fernando Pessoa parte no paquete Infante D. Henrique para Angola, depois África do Sul até Moçambique. Em 1964/65 o Grupo Fernando Pessoa participa nos festivais do Algarve produzidos por Fernanda de Castro. Em Silves João d'Ávila encenou e participou como actor em dois espectáculos ("Inês e Pedro" a partir de "Os Lusíadas" e "A Lenda das Amendoeiras" do jovem poeta José Carlos Ary dos Santos).
Regular em projectos cinematográficos, participou em cerca de vinte películas, como Portugal S.A. de Ruy Guerra, Os Imortais de António Pedro Vasconcelos (2003), Noites de Cláudia Tomaz (2000), Amor e Dedinhos de Pé de Luís Filipe Rocha (1993), Terra Fria de António Campos (1992) ou As Horas de Maria de António de Macedo (1979).
Tem marcado também a sua presença em telefilmes e séries televisivas, entre elas, Os Maias (1979), A Morgadinha dos Canaviais (1990), Ícaro (1991), A Banqueira do Povo (1993), Aquela Cativa Que Me Tem Cativo (1995), Conde de Abranhos (2000), O Processo dos Távoras (2001), ou João Semana de João Cayatte (2005). Mais recentemente, em 2020, fez uma participação na novela da TVI Quer o Destino, no papel de Monsenhor Rafael e na série da RTP Conta-me Como Foi, onde fez de juiz.